# Universität Umeå
Die Universität Umeå (schwedisch Umeå universitet) ist eine staatliche schwedische Universität in Umeå in der Provinz Västerbotten. Sie ist die fünftälteste Hochschule Schwedens und wurde 1965 gegründet. Sie ist Mitglied der Universität der Arktis.
Die Universität ist in vier Fakultäten organisiert, die für mehr als 50 Institute und mehr als 20 Forschungszentren verantwortlich sind. Den Fakultäten sind außerdem acht Hochschulen (högskolor) zugeordnet, welche die Ausbildung in einem bestimmten Berufsfeld organisieren. Es handelt sich dabei nicht um eigenständige Hochschulen, sondern sie sind Teil der Universität Umeå.
Etwa 37.000 Studenten und Doktoranden studieren oder forschen an der Universität. Von den 4.185 Mitarbeitern (2010) sind 2.027 im Bereich Lehre und Forschung beschäftigt, davon 44 % Frauen; von den 365 Professoren sind 22 % weiblich.
Der zentrale Campus liegt in Umeå. Die Universität betreibt aber auch Ausbildung und Forschung in Skellefteå (Campus Skellefteå), Örnsköldsvik (Campus Örnsköldsvik), Lycksele und Kiruna. In Umeå gibt es zudem den Kunstcampus am Ufer des Ume älv, wo die Ausbildung in den Bereichen Kunst, Design und Architektur stattfindet. Seit dem Frühjahr 2012 befindet sich das Bildmuseum Umeå auf dem Kunstcampus. Auf dem Universitätscampus befindet sich auch eine Filiale der Schwedischen Universität für Agrarwissenschaften (Sveriges lantbruksuniversitet).

## Geschichte
Bereits zu Beginn des 20. Jahrhunderts diskutierte man die Errichtung einer Universität in Norrland. Dem zugrunde lag das verhältnismäßig niedrige Ausbildungsniveau der Bevölkerung sowie ein Mangel an Juristen, Ärzten und Lehrern in dieser Region.
Im Jahr 1946 diskutierte man die Gründung einer Universität erneut, als der aus Umeå stammende Reichstagsabgeordnete Gösta Skoglund einen Antrag auf Untersuchung der Hochschulfrage in Nordschweden einreichte. In welcher Stadt die Universität errichtet werden sollte, war zu diesem Zeitpunkt unklar; im Gespräch waren jedoch von Beginn an Härnösand sowie Umeå.
Das Gesuch wurde jedoch abgelehnt. Ebenso fand ein weiterer Vorschlag, ein  Reichskrankenhauses mit einer dazugehörigen zahnärztlichen Ausbildung zu errichten, keine Zustimmung. Trotz der Rückschläge bemühte man sich weiter, Umeås Stellung als Hauptkandidat für den Standort der ersten Universität in Norrland zu stärken.
Der Beschluss aus dem Jahre 1951, in Umeå eine wissenschaftliche Bibliothek zu gründen, brachte letztlich den entscheidenden Vorteil. Mit Errichtung der Bibliothek wurde der Grundstein für die Gründung der Universität gelegt. 1956 bekam Umeå endlich eine zahnärztliche Klinik, woraufhin mit dem Bau studentischer Unterkünfte sowie dem Haus einer Studentenvereinigung begonnen wurde.
Daraufhin wurde im Jahr 1957 ebenso begonnen, eine medizinische Abteilung aufzubauen. Nachdem die Medizinische Hochschule, die wissenschaftliche Bibliothek sowie die zahnärztliche Klinik ihren Betrieb aufgenommen hatten, war es nur noch eine Frage der Zeit, bis eine Universität in Umeå gegründet werden sollte. Der Antrag auf Gründung einer Universität wurde schließlich im Jahre 1963 vom Reichstag angenommen. Zwei Jahre später, am 17. September 1965, wurde die Universität offiziell von König Gustav VI. Adolf eingeweiht.

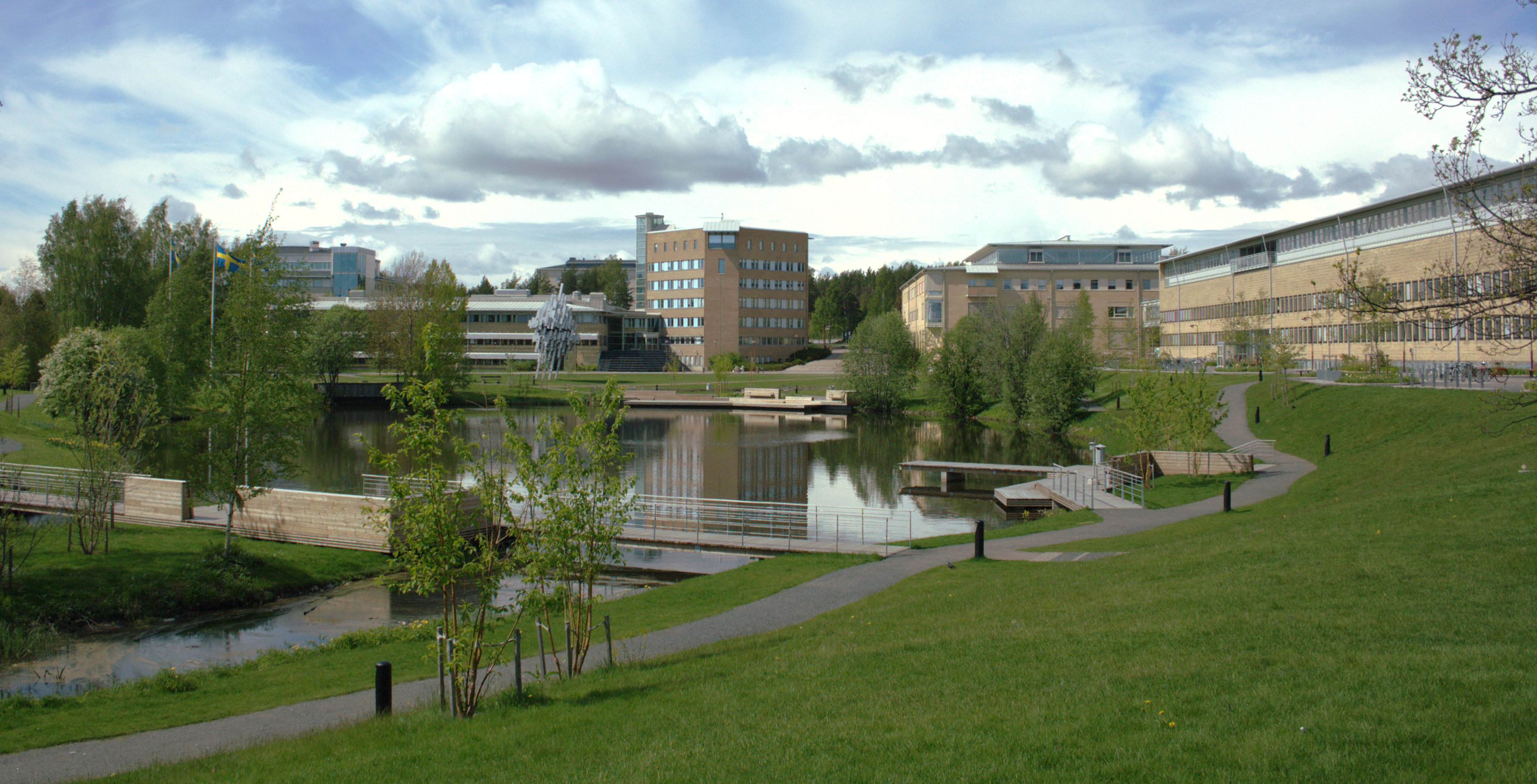
Campus der Universität Umeå

Zum ersten Rektor wurde Lars-Gunnar Larsson ernannt. Bis heute folgten sieben weitere Rektoren:
- Lars-Gunnar Larsson (1964–1969)
- Karl-Gustav Paul (1969–1973)
- Lars Beckman (1973–1992)
- Sigbrit Franke (1992–1998)
- Inge-Bert Täljedal (1999–2005)
- Göran Sandberg (2005–2010)
- Lena Gustafsson (2010–2016)
- Hans Adolfsson (seit 2016)[6]

Der Nobelpreis für Chemie des Jahres 2020 wurde an Emmanuelle Charpentier für die Entwicklung der „Genschere“ CRISPR/Cas9 verliehen. Die grundlegenden Arbeiten dafür machte sie während ihrer Zeit als Professorin am Laboratory of Molecular Infection Medicine Sweden (MIMS) an der Universität Umeå, an der sie 2017 auch die Ehrendoktorwürde erhielt.

## Organisation
Das oberste Organ der Universität wird durch den Universitätsrat gebildet, der über die Verteilung von Ressourcen innerhalb der Universität entscheidet. Der Rektor stellt den höchsten Vertreter der Universität dar. Unterstützt wird er von einem Prorektor (der auch stellvertretender Rektor ist), zwei Vizerektoren, einem Seniorberater, dem Universitätsdirektor sowie dem Leiter der Verwaltung. Sie bilden zusammen das Universitätsmanagement.
Für Bildung und Forschung sind die Fakultäten verantwortlich, die sich wiederum in Institute und die Hochschulen gliedern. Jede Fakultät wird von einem Dekan geleitet, der auch dem Fakultätsrat vorsitzt.

### Fakultäten
Die Universität Umeå  besteht aus vier Fakultäten:
- Fakultät für Geisteswissenschaften
- Fakultät für Medizin
- Fakultät für Gesellschaftswissenschaften
- Technisch-Naturwissenschaftliche Fakultät

### Hochschulen
An der Universität Umeå gibt es acht Hochschulen:
- Hochschule für Architektur Umeå: Hier findet die Ausbildung von Architekten statt. Die Hochschule legt einen Fokus auf Nachhaltige Entwicklung und Integrated Design.
- Designhochschule Umeå: Die Designhochschule bietet Studiengänge in den Bereichen Produktdesign, Transportdesign und Interaction Design an. Sie genießt weltweit einen ausgezeichneten akademischen Ruf.[8][9]
- Handelshochschule Umeå: Die Handelshochschule bildet im Bereich Wirtschaftswissenschaften und Ökonomie aus. Sie legt großen Wert auf Internationalisierung und bietet mehrere Studiengänge in englischer Sprache an.
- Kunsthochschule Umeå: Die Kunsthochschule bietet ein Studium der freien Kunst (Fri Konst bzw. Fine Arts) an. Die Studierenden lernen sowohl praktisch als auch theoretisch mit dem Ziel, nach dem Abschluss als Künstler tätig zu sein.
- Pädagogische Hochschule Umeå: An der Pädagogischen Hochschule werden Lehrer für alle Schulformen ausgebildet.
- Hochschule für Gastronomie Umeå: Hier findet die Ausbildung von Köchen, Hotelmanagern und Restaurantmanagern statt.
- Technische Hochschule Umeå: Die Technische Hochschule bildet Ingenieure  aus, legt aber auch einen Schwerpunkt auf die Forschung im Bereich Ingenieurwissenschaften. Derzeit wird besonders die Forschung in den Bereichen Rohstoffversorgung, Energieversorgung und Angewandte IT gefördert.
- Zentrum für Sportwissenschaft Umeå: Das Zentrum koordiniert die Ausbildung und Forschung im Bereich Sport. Die Bandbreite reicht dabei von Sportwissenschaft über Sportmanagement, Gesundheitsförderung, Sportunterricht, Psychologie mit dem Schwerpunkt Sport bis hin zu Wellness.

### Universitätsbibliothek
Die Universitätsbibliothek ist die größte wissenschaftliche Bibliothek in Norrland. Die Sammlung verfügt über einen Bestand von 1,3 Millionen Bänden und hat während des Semesters durchschnittlich 3.000 Besucher am Tag.

## Campus
Der zentrale Campus Umeå wurde nach nordamerikanischem Vorbild gebaut, aber auch von der Universität Aarhus in Dänemark inspiriert, deren Gebäude um einen zentralen Park mit einem Teich in der Mitte herum errichtet sind. Die meisten Gebäude sammeln sich um das Zentrum des Campus, das Universum Gebäude. Auf dem Campusgelände befinden sich des Weiteren die Filiale der Schwedischen Universität für Agrarwissenschaften, das Sportzentrum IKSU sowie die Universitätsklinik Norrland.

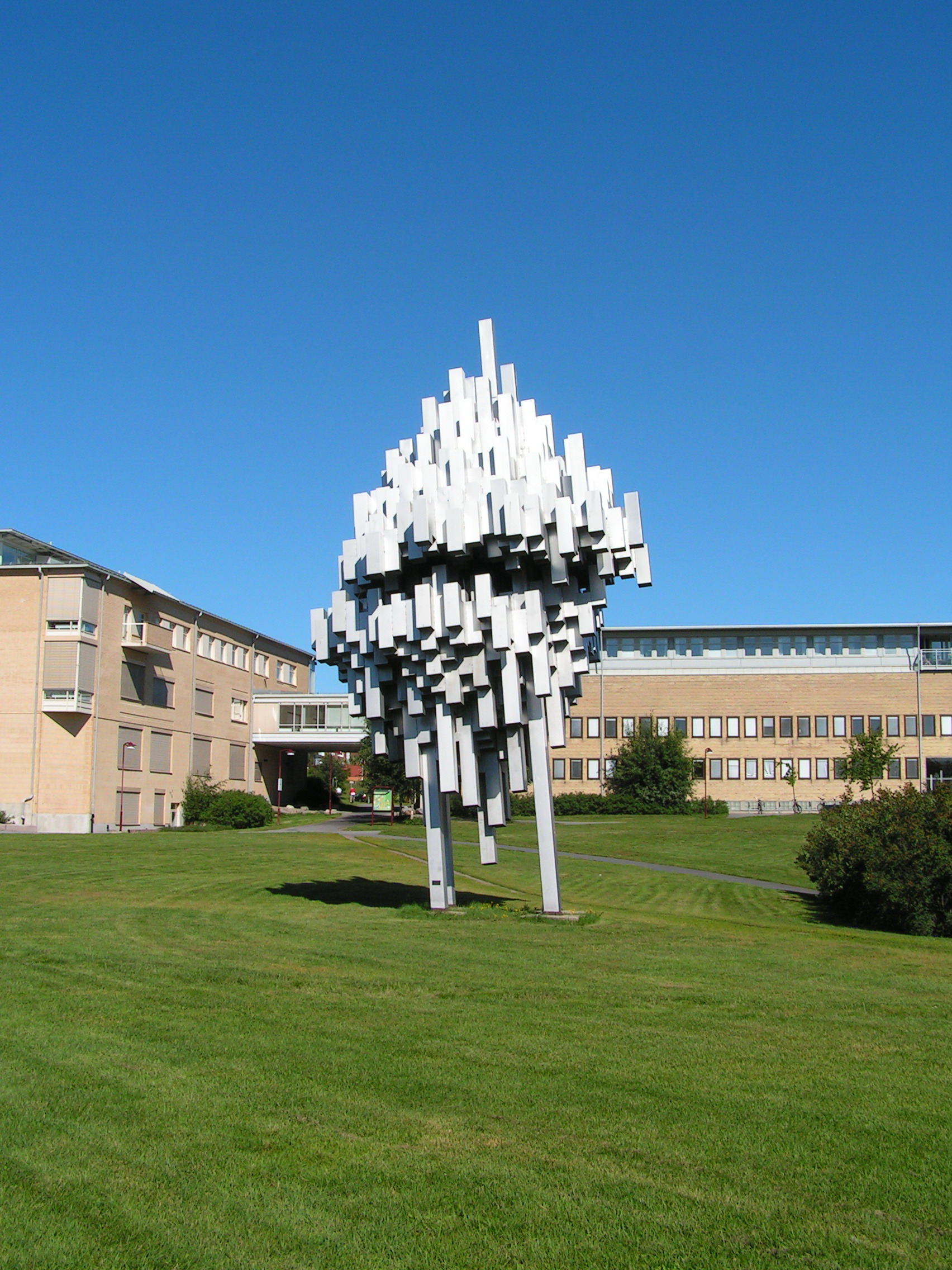
Skulptur Norra Skenet auf dem Campus

### Kultur på campus
Kultur på campus (deutsch: Kultur auf dem Campus) ist ein in Schweden bisher einzigartiges Projekt, das Kulturveranstaltungen auf dem Campus der Universität Umeå organisiert. Das Projekt startete im Jahr 2003 mit dem Ziel, zu einer kreativen und interessanten Studien- und Arbeitsumgebung beitragen. Mindestens einmal pro Woche gibt es zur Mittagszeit Konzerte, Lesungen, Tanzvorführungen oder Ausstellungen – meistens gratis und für alle Universitätsangehörigen zugänglich. Im Jahr 2008 gab es 45 Veranstaltungen mit insgesamt ca. 25.000 Zuschauern. Kultur på campus war außerdem ein wichtiger Teil der Vorbereitungen für Umeås Position als Kulturhauptstadt Europas 2014.

### Umeå Studentradio
Mit Umeå Studentradio verfügt die Universität über einen eigenen Radiokanal. Der schwedische Hochschulradiosender strahlt sein Programm via Livestream im Internet und im Umkreis von 70 Kilometern über die UKW-Sendefrequenz 102,3 MHz aus. Das Lokalradio produziert in der Woche rund 20 Stunden Sendezeit und behandelt aktuelle Ereignisse in der Stadt.

### Studentenleben
Als Universitätsstadt hat Umeå ein ausgeprägtes Studentenleben, das jedoch weniger an die alten Traditionen gebunden ist wie in den traditionellen schwedischen Universitätsstädten Lund oder Uppsala. Dennoch gibt es auf dem Campus ein breites Angebot an Initiativen und Freizeitaktivitäten, wie die Nationen, Chöre, Theatergruppen, Sportgruppen sowie mehrere Restaurants, Kneipen und Clubs.

### Internationalität
An der Universität lernen, forschen und arbeiten Personen aus über 40 verschiedenen Ländern. Die Universität pflegt Partnerschaften mit Hochschulen aus der ganzen Welt, und jedes Jahr kommen ca. 500 Austauschstudenten nach Umeå. Des Weiteren gibt es 30 Masterprogramme in englischer Sprache, in denen auch viele internationale Studenten eingeschrieben sind.